# Fungulus cinereus
Fungulus cinereus is een zakpijpensoort uit de familie van de Molgulidae. De wetenschappelijke naam van de soort is voor het eerst geldig gepubliceerd in 1882 door Herdman.